# Ah! Afti i gynaika mou
Ah! Afti i gynaika mou (Grieks: Αχ αυτή η γυναίκα μου, Oh! Die vrouw van mij!) is een Griekse komische film van Damaskinos-Mihailidis uit 1967, onder regie van Giorgos Skalenakis. Aliki Vougiouklaki, Dimitrios Papamichail, Giannis Mihalopoulos een Sapfo Notara spelen de hoofdrollen.

## Verhaal
Een man regelt een diner met zijn baas in de hoop promotie te krijgen. Wanneer hij ontdekt dat zijn baas geïnteresseerd is in zijn vrouw, stelt hij haar voor als zijn huishoudster. Dit heeft onverwachte gevolgen.

## Rolverdeling
| Acteur                 | Personage |
| ---------------------- | --------- |
| Aliki Vougiouklaki     | Nina      |
| Dimitris Papamichail   | Dimitris  |
| Giannis Mihalopoulos   | Harilaos  |
| Sapfo Notara           | Xeni      |
| Maria Konstantarou     | Asimina   |
| Despina Stylianopoulou | -         |
| Vassilis Malouhos      | Stathis   |
| Kostas Spiliopoulos    | -         |
| Giorgos Tsaoussis      | -         |
| Maro Gavriliotou       | -         |
| Ilias Lymbterakis      | -         |